# کوه مولانجی
کوه مولانجی (انگلیسی: Mulanje) یک کوه تک‌صخره‌ای بزرگ در جنوب مالاوی است که در ۶۵ کیلومتری شرق شهر بلانتایر قرار دارد. این کوه در بالاترین نقطه خود، قله ساپیتوا ۳٬۰۰۲ متر ارتفاع دارد که بلندترین نقطه کشور آفریقایی مالاوی است.
کوه مولانجی با شیبی تند و ناگهانی از دشت‌های پالومبه و کشتزارهای چای منطقه مولانجی سر برآورده است. ابعاد این کوه تقریباً ۲۲ در ۲۶ کیلومتر است. در ارتفاع ۱۸۰۰ تا ۲۲۰۰ متر، بخش اعظم سطح کوه با چمنزار پوشیده شده که در میان آن‌ها دره‌هایی با جنگل‌های انبوه دیده می‌شود.
توده‌کوه مولانجی دارای قله‌های منفرد بسیاری است که ارتفاعشان به بیش از ۲۵۰۰ متر می‌رسد، از جمله قله چامبه، که رخ غربی آن بلندترین محل برای صخره‌نوردی در آفریقا است.